# Варлаам (Новакшонов)
Епи́скоп Варлаа́м (англ. Bishop Varlaam, в миру Васи́лий Новакшо́нов, англ. Basil Novakshonoff; 18 июля 1935 — 13 февраля 2020) — епископ Православной церкви в Америке.

## Биография
Родившийся в 1935 году близ города Бьюкенен. Его родители были русскими «старообрядческого» и «духоборского» происхождения, членами семей, которые иммигрировали из Кавказского региона в регион Веригин, Саскачеван, в 1899 году.
Изучал славянские языки и культуру в Университете Альберты, где позже в течение нескольких лет преподавал русский язык.
В 1968 году, посетив афонские монастыри в Греции, Василий присоединился к Льву Пухало и вместе с ним занимался созданием монастыря всех святых Северной Америки в провинции Британская Колумбия, Канада. Первоначальное место монастыря находилось к востоку от Роуздейла, Британская Колумбия.
Занимался переводом творений святых отцов на английский язык. Среди его ранних переводов были «житие святого Феофила Киево-Печерского, Христа ради юродивого» и «Житие святой Ксении Петербургской». Он также переводил на английский язык различные произведения митрополита Антония (Храповицкого). Одновременно работал библиотекарем, что давало небольшой доход для поддержания жизни их небольшой общины. Вместе с Львом Пухало основал издательство «Synaxis Press», где публиковались его переводы.
В 1980 году вместе с Львом Пухало присоединился к Свободной Сербской православной церкви, которая объединяла православных сербов отделившихся от Сербской православной церкви по причине её зависимости от коммунистических властей в Югославии.
Вскоре Лев принял монашество с именем Лазарь и священный сан, а в 1981 году постриг Василия в монашество с именем Варлаам. В 1983 году был рукоположён во иеродиакона и иеромонаха епископом Новограчаничской митрополии Иринеем (Ковачевичем) и назначен служить на монастырский приход.
В 1985 году иеромонах Варлаам принял предложение нового англоязычного прихода во имя святителя Николая в Лэнгли в провинции Британская Колумбия служить у них священником. Основал небольшой свечной завод, чтобы делать восковые свечи, которые было трудно доставать в тех местах.
В 1988 году вместе с Лазарем (Пухало) перешёл в греческий старостильный хризостомовский синод во главе с архиепископом Хризостомом (Киусисом), но уже в 1990 года они оба перешли в юрисдикцию новосозданого «Миланского Синода», где Варлаам был возведён в сан архимандрита. В марте 1994 года в составе «Миланского Синода» присоединился к Киевскому Патриархату.
2 октября 1994 года был рукоположён во епископа Ванкуверского, викария Канадской епархии. Хиротонию совершили митрополит Миланский Евлогий (Хесслер), архиепископ Детройтский Александр (Быковец) и архиепископ Оттавский и Канадский Лазарь (Пухало).
После разрыва «Миланского Синода» с «Киевским Патриархатом» в 1997 году оставался в юрисдикции последнего.
Вместе с Лазарем (Пухало) подал прошение о принятии в клир Православной церкви в Америке. 24 мая 2002 года Священный Синод ПЦА одобрил их принятие в юрисдикцию. При этом епископских кафедр они не получили и пребываюли за штатом. Оба епископа пребывали в Монастыре всех святах Северной Америки в Дьюдни. Также к епархии присоединился Никольская церковь в Лэнгли, которая являлась подворьем монастыря.
31 июля 2007 был освобожден от служения в церкви святого Николая в Лэнгли.
В 2019 году, в частности, его здоровье начало ослабевать. Хотя он продолжал посещать службы в монастыре, как обычно, иногда он не мог присутствовать из-за боли. Скончался 13 февраля 2020 года.